# Маленька паризька книгарня
«Маленька паризька книгарня» — роман німецької письменниці Ніни Ґеорґе, який став міжнародним бестселлером. Роман перекладено на 30 мов та продано тиражем понад 500 000 копій (станом на 2015 рік); бестселер New York Times, Spiegel (Німеччина), найкраща книга за версією Barnes & Noble (найбільша книготорговельна компанія США).

## Сюжет
Жан Одинак — власник книжкової баржі «Літературна аптека» — точно знає, як вилікувати почуття, що не вважаються захворюваннями й не діагностуються лікарями. Адже він — читач душ, тож кожному покупцеві добирає книги, які якнайкраще впораються із завданням вилікувати людський смуток, тугу чи зневіру. Єдиний, кого Жан не може зцілити, — це він сам. Душевні терзання від спогадів про Манон, котра покинула мосьє Одинака двадцять один рік тому, розбили йому серце і досі тривожать душевні рани. Усе, що вона залишила, — лист, який Жан ніяк не наважується прочитати.

## Українське видання
Видання української мовою було представлено видавництвом «Наш Формат» у 2016 році (у друкованому та цифровому варіантах). Переклад із англійської Ольги Захарченко.